# Asociación de Mujeres en Matemáticas
La Association for Women in Mathematics (AWM), en español Asociación de Mujeres en Matemáticas, es una sociedad profesional de Estados Unidos de América cuya misión es alentar a las mujeres y las niñas a estudiar y tener carreras activas en las ciencias matemáticas, y promover la igualdad de oportunidades y el trato igualitario para las mujeres y las niñas en las ciencias matemáticas. La AWM fue fundada en 1971 e incorporado en el estado de Massachusetts, posee aproximadamente 5200 miembros, incluidos más de 250 miembros institucionales, como colegios, universidades, institutos y sociedades matemáticas. Ofrece numerosos programas y talleres para guiar a mujeres y niñas en las ciencias matemáticas. Gran parte del trabajo de AWM está respaldado por subvenciones federales.

## Historia
La Asociación fue fundada en 1971 como la Asociación de Mujeres Matemáticas, pero el nombre fue cambiado casi de inmediato. Según lo informado en A Brief History of the Association for Women in Mathematics: The Presidents' Perspectives[Una breve historia de la Asociación de Mujeres en Matemáticas: Perspectivas de las Presidentas, por Lenore Blum:

"Como Judy Green recuerda (y Chandler Davis, primer amigo de AWM, concuerda): La idea formal de que las mujeres se unan y formar un caucus se hizo pública por primera vez en una reunión del MAG [Grupo de Acción Matemática] en 1971... en Atlantic City. Joanne Darken, entonces instructora en la Universidad de Temple y actualmente en el Community College de Filadelfia, se puso de pie en la reunión y sugirió que las mujeres presentes permanecieran y formaran un grupo. He podido documentar a seis mujeres que se quedaron: yo (era una estudiante graduada en Maryland en ese momento), Joanne Darken, Mary Gray (de la Universidad Americana), Diane Laison (entonces instructora en Temple), Gloria Olive (profesora de la Universidad de Otago, Nueva Zelanda que estaba visitando Estados Unidos en ese momento) y Annie Selden... No está del todo claro qué sucedió después, excepto que personalmente siempre pensé que Mary era responsable de organizar todo...'"

Mary Gray fue una de las primeras organizadoras y primera presidenta, colocó un anuncio en el periódico de la Sociedad Estadounidense de Matemáticas de febrero de 1971 y escribió el primer número del Boletín de AWM en mayo de ese año. Los primeros objetivos de la asociación se centraron en la igualdad de remuneración por el mismo trabajo, así como la misma consideración para la admisión a las escuelas de posgrado y el apoyo mientras estaban allí; para nombramientos de facultad en todos los niveles; para promoción y tenencia; para nombramientos administrativos; y para subvenciones del gobierno, puestos en paneles de revisión y asesoramiento y puestos en organizaciones profesionales. Alice T. Shafer, que sucedió a Mary Gray como segunda presidenta de AWM, estableció una oficina de AWM en Wellesley College. En este punto, AWM comenzó a ser una presencia establecida a largo plazo en la escena matemática. El AWM celebra una reunión anual en las Reuniones Conjuntas de Matemáticas. En 2011, la asociación inició un simposio de investigación bienal durante su celebración de su 40 aniversario.

## Conferencias
El AWM patrocina tres series de conferencias honorarias.
- Las conferencias de Noether – honrar a las mujeres que "han hecho contribuciones fundamentales y sostenidas a las ciencias matemáticas". Presentada en asociación con la Sociedad Americana de Matemáticas, la conferencia se imparte en las Reuniones Anuales Conjuntas de Matemáticas.
- La conferencia de Falconer – honrar a las mujeres que "han hecho contribuciones distinguidas a las ciencias matemáticas o la educación matemática". Presentada en asociación con la Mathematical Association of America, la conferencia se imparte en el MathFest anual.
- La conferencia de Kovalevsky – honrar a las mujeres que "han hecho contribuciones distinguidas en matemáticas aplicadas o computacionales". Presentada en asociación con la Sociedad de Matemáticas Aplicadas e Industriales (SIAM), la conferencia se imparte en la Reunión Anual de SIAM. La serie de conferencias lleva el nombre de la matemática Sofia Kovalévskaya.

## Premios
El AWM patrocina varios reconocimientos y premios.
- Premio Alice T. Schafer – otorgado cada año "a una mujer de pregrado por excelencia en matemáticas".
- Premio Louise Hay – dado cada año por "logros sobresalientes de una mujer en educación matemática".
- Premio M. Gweneth Humphreys – otorgado cada año por "actividades destacadas de tutoría de una mujer en las ciencias matemáticas".
- Premio conmemorativo Ruth I. Michler – otorgado cada año a una mujer recientemente titulada en matemáticas. El premio financia un semestre de residencia en la Universidad de Cornell sin obligaciones de enseñanza.
- Premio de Servicio AWM - otorgado cada año a mujeres que ayudan a promover y apoyar a las mujeres en matemáticas a través de un servicio voluntario excepcional a la Asociación de Mujeres en Matemáticas.

Tres premios recientes para mujeres que inician su carrera también son patrocinados por el AWM.
- Premio de Investigación AWM-Birman – otorgado cada dos años a partir de 2015 por "investigación excepcional en topología/geometría".
- Premio de investigación AWM-Microsoft – otorgado cada dos años a partir de 2014 por "investigación excepcional en álgebra/teoría de números".
- Premio de Investigación AWM-Sadosky – otorgado cada dos años a partir de 2014 por "investigación excepcional en análisis".

El programa de becarios de AWM reconoce a "las personas que han demostrado un compromiso sostenido con el apoyo y el avance de las mujeres en las ciencias matemáticas".

## Presidentas anteriores
| - Mary W. Gray, 1971–1973. - Alice Tuner-Schafer, 1973–1975. - Lenore Blum, 1975–1979. - Judith Roitman, 1979–1981. - Bhama Srinivasan, 1981–1983. - Linda Preiss Rothschild, 1983–1985. - Linda Keen, 1985–1987. - Rhonda Hughes, 1987–1989. - Jill P. Mesirov, 1989–1991. - Carol S. Madera, 1991–1993. - Cora Sadosky, 1993–1995. - Chuu-Lian Terng, 1995–1997. - Sylvia Wiegand, 1997–1999. | - Jean E. Taylor, 1999–2001. - Suzanne Lenhart, 2001–2003. - Carolyn S. Gordon, 2003–2005. - Barbara Keyfitz, 2005–2007. - Cathy Kessel, 2007–2009. - Georgia Benkart, 2009–2011. - Jill Pipher, 2011–2013. - Ruth Charney, 2013–2015. - Kristin Lauter, 2015–2017. - Ami Radunskaya, 2017–2019. - Ruth Haas, 2019–2021. - Kathryn Leonard, 2021–2023. |

## Lectura adicional
- Blum, Leonore (septiembre de 1991). «A Brief History of the Association for Women in Mathematics: The Presidents’ Perspectives». Notices of the American Mathematical Society 38 (7): 738-774.
- Taylor, Jean E.; Sylvia M. Wiegand (enero de 1999). «AWM in the 1990s: A Recent History of the Association for Women in Mathematics». Notices of the American Mathematical Society 46 (1): 27-38. Una versión extendida aparece en partes en el Boletín de AWM
- Greenwald, Sarah J.; Anne M. Leggett, and Jill E. Thomley (julio de 2015). «The Association for Women in Mathematics: How and Why It Was Founded, and Why It’s Still Needed in the 21st Century». The Mathematical Intelligencer: 1-11. doi:10.1007/s00283-015-9539-8.